# Kim Jung-hwan
Pour les articles homonymes, voir Kim.
Dans ce nom coréen, le nom de famille, Kim, précède le nom personnel.
Kim Jung-hwan, né le 2 septembre 1983 à Séoul, est un escrimeur sud-coréen spécialiste du sabre.

## Carrière
Il est sacré champion olympique en sabre par équipes aux Jeux olympiques de Londres en 2012 avec Gu Bon-gil, Won Woo-young et Oh Eun-seok.
Le 22 juillet 2018, il remporte le titre individuel au sabre lors des Championnats du monde d'escrime 2018 à Wuxi.